# Birmania en los Juegos Paralímpicos
Birmania en los Juegos Paralímpicos está representada por el Comité Paralímpico Nacional de Birmania, miembro del Comité Paralímpico Internacional.
Ha participado en siete ediciones de los Juegos Paralímpicos de Verano, su primera presencia tuvo lugar en Toronto 1976. El país ha obtenido un total de siete medallas en las ediciones de verano: dos de oro, tres de plata y dos de bronce.
En los Juegos Paralímpicos de Invierno Birmania no ha participado en ninguna edición.

## Medallero

### Por edición
Juegos Paralímpicos de Verano
| Evento                                | Oro | Plata | Bronce | Total |
| ------------------------------------- | --- | ----- | ------ | ----- |
| Toronto 1976                          | 1   | 1     | 1      | 3     |
| Arnhem 1980                           | –   | –     | –      | –     |
| Nueva York 1984 Stoke Mandeville 1984 | 1   | 2     | 1      | 4     |
| Seúl 1988                             | –   | –     | –      | –     |
| Barcelona 1992                        | 0   | 0     | 0      | 0     |
| 1996 – 2004                           | –   | –     | –      | –     |
| Pekín 2008                            | 0   | 0     | 0      | 0     |
| Londres 2012                          | 0   | 0     | 0      | 0     |
| Río de Janeiro 2016                   | 0   | 0     | 0      | 0     |
| Tokio 2020                            | –   | –     | –      | –     |
| París 2024                            | 0   | 0     | 0      | 0     |
| TOTAL                                 | 2   | 3     | 2      | 7     |

### Por deporte
Deportes de verano
| Evento    | Oro | Plata | Bronce | Total |
| --------- | --- | ----- | ------ | ----- |
| Atletismo | 2   | 3     | 2      | 7     |
| TOTAL     | 2   | 3     | 2      | 7     |